# Aprica

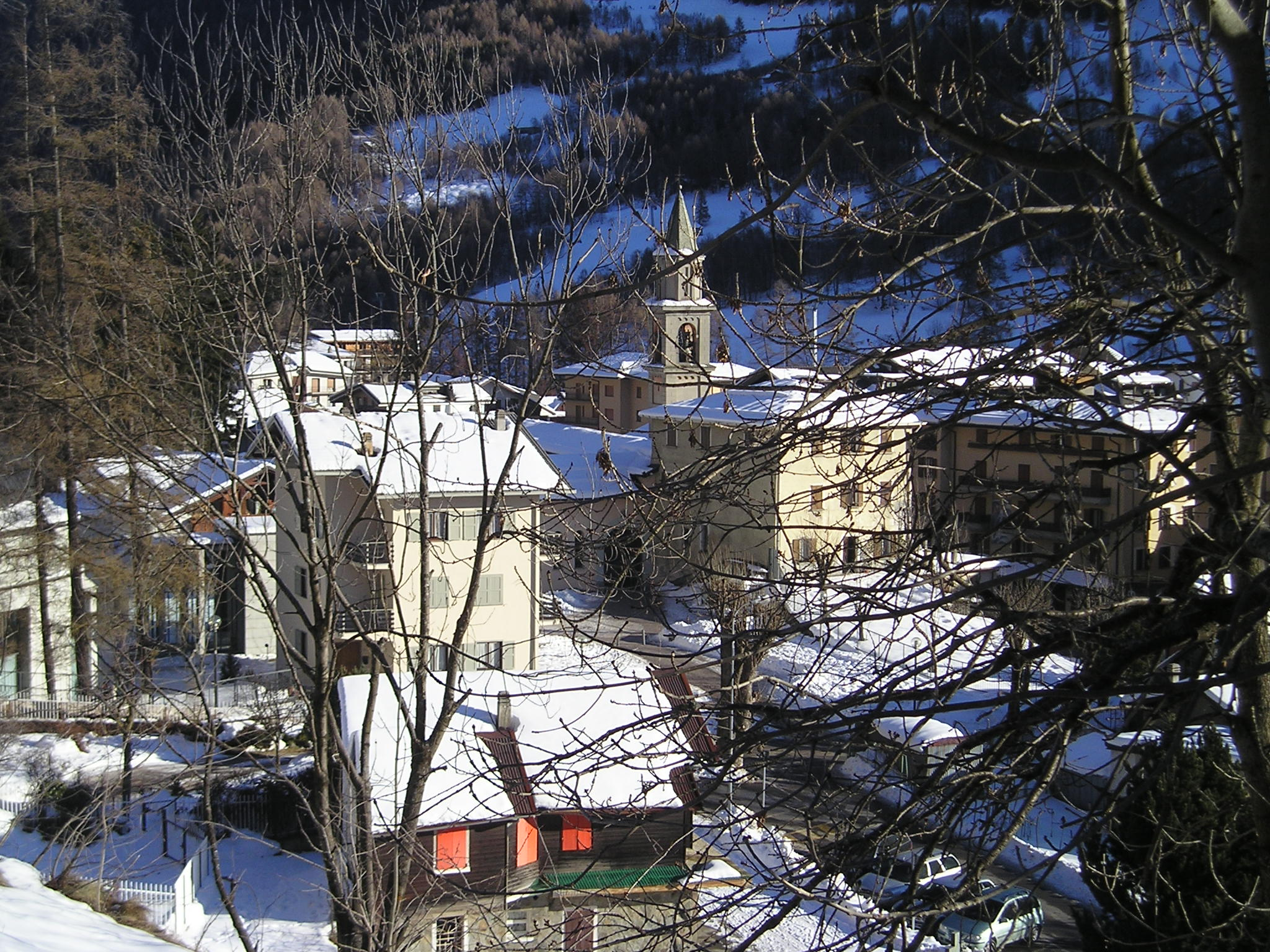
Aprica vào mùa Đông.

Aprica là một đô thị ở tỉnh Sondrio, vùng Lombardia, phía bắc Italia. Đô thị này có dân số 1583 người, tổng diện tích là 20 km2. Đô thị này giáp Corteno Golgi, Teglio, Villa di Tirano
Vào mùa Đông, ở đây là nơi du khách đến trượt tuyết.